# Dèficit primari
En economia, un dèficit primari és el dèficit d'un estat sense tenir en compte el pagament dels interessos sobre el seu deute. S'obté restant el valor dels interessos del dèficit fiscal total. El contrari d'un dèficit primari és un superàvit primari.
Per exemple, si un país té un dèficit fiscal de 5.000 milions d'euros i paga un total de 2.000 milions d'euros en interessos, el seu dèficit primari serà de 3.000 milions d'euros (5.000 milions - 2.000 milions).
El concepte de dèficit/superàvit primari és de gran importància per als països altament endeutats. Per exemple, quan un estat té un dèficit primari, els beneficis de repudiar el deute extern són pocs, car l'existència d'un dèficit primari significa que el país continua gastant més del que cobra encara que deixi de pagar interessos. En casos com aquests, és necessari reduir la despesa pública o incrementar els ingressos públics fins que s'aconsegueixi un superàvit primari.